# Hiatoniscus griseus
Hiatoniscus griseus är en kräftdjursart som beskrevs av Barnard 1932. Hiatoniscus griseus ingår i släktet Hiatoniscus och familjen Oniscidae. Inga underarter finns listade i Catalogue of Life.